# Wierasnica
Wierasnica (biał. Верасніца; ros. Вересница, Wieriesnica) – agromiasteczko na Białorusi, w obwodzie homelskim, w rejonie żytkowickim, siedziba administracyjna sielsowietu. W 2009 roku liczyło 1071 mieszkańców.